# Crimini con stile
Crimini con stile è un film televisivo del 2004 diretto da Stuart Gillard.